# Calliaster elegans
Calliaster elegans is een zeester uit de familie Goniasteridae.
De wetenschappelijke naam van de soort werd in 1922 gepubliceerd door Ludwig Döderlein.